# Rempart de Lucéram
Le rempart de Lucéram, appelé également château, est ce qui subsiste du rempart du XIVe siècle situé 2 rue de la tour, à Lucéram (Alpes-Maritimes).

## Historique
Au Ve siècle av. J.-C., arrivée des Ligures qui s'installent à Nice et dans l'arrière-pays. D'après Louis Durante, Lucéram était la capitale de la peuplade des Lepontii citée sur l'inscription du Trophée des Alpes. C'est une des dernières peuplades vaincues par les Romains dans les Alpes-Maritimes. Ils auraient alors installé un poste militaire à Lucéram pour contrôler le passage sur une voie reliant La Turbie à la vallée de la Vésubie. De nombreuses pièces romaines (monnaies, poteries) sont les traces de cette présence.
Lucéram est mentionnée pour la première fois en 1057 (Lucerammo). Un personnage portant le nom de Luceranus ou Lucerus est cité à cette date.
En 1108, Lucéram est cité comme un lieu fortifié.
Le château de Lucéram est cité en 1156. Il est situé sur un promontoire, près d'une église, peut-être sur le site de la chapelle Saint-Jean.
Romée de Villeneuve intervient en Provence orientale avec le comte de Provence Raimond Béranger IV ou V pour en reprendre le contrôle et lutter contre l'influence grandissante de la république de Gênes qui lutte contre les comtes de Vintimille pour contrôler les villes côtières.
Charles Ier d'Anjou est comte de Provence, en 1246, par son mariage avec Béatrice de Provence.
Le 28 mars 1258 est signé le traité de Luceram par lequel les comtes Boniface et Georges de Vintimille vendent Breil, Saorge et autres fiefs au comte de Provence Charles Ier d'Anjou.

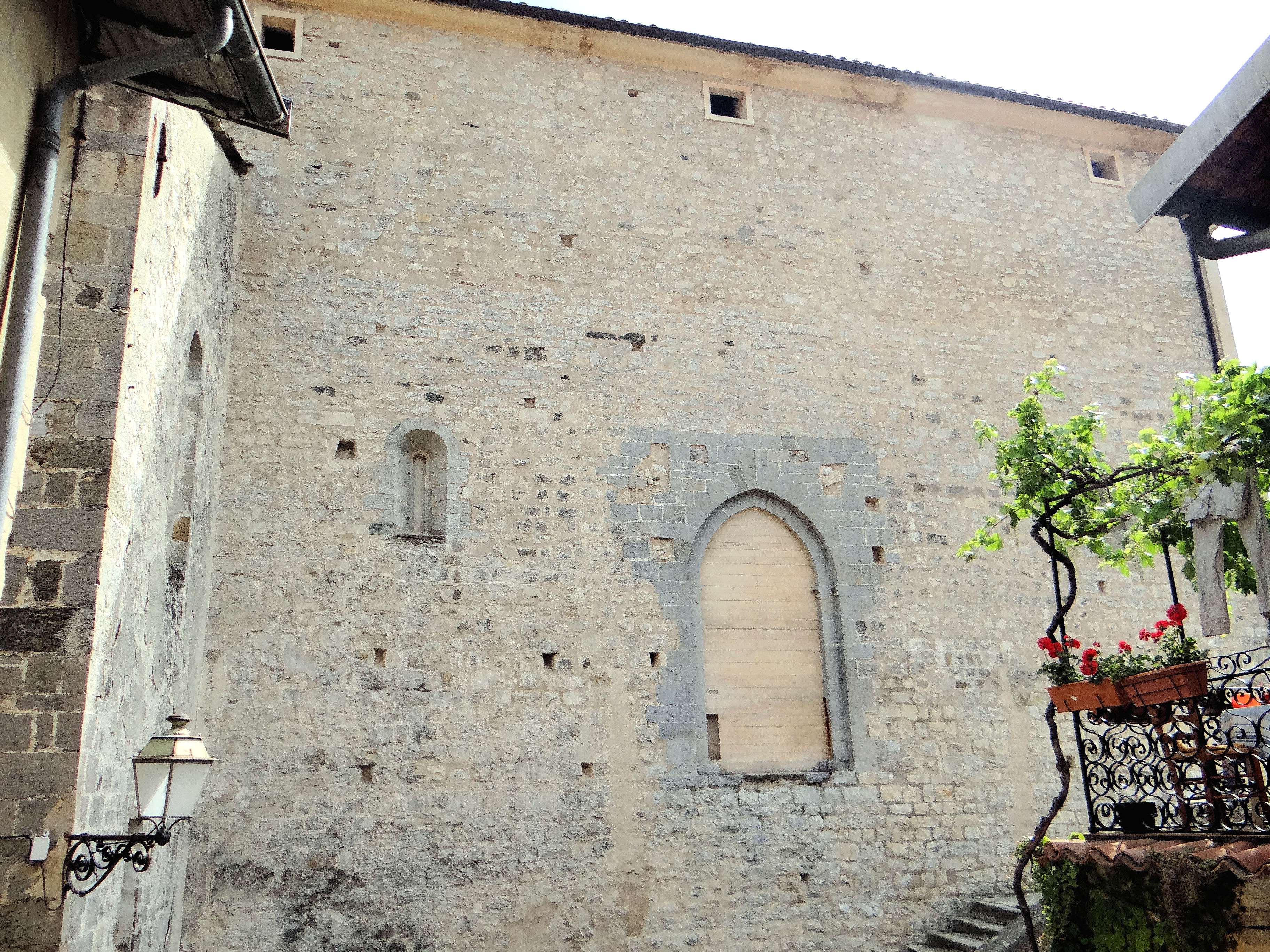
Porte de l'ancienne maison seigneuriale des comtes de Provence encastrée dans le mur nord de l'église Sainte-Marguerite

Les comtes de Vintimille cèdent leurs droits sur Lucéram au comte de Provence en 1272. C'est probablement à cette date qu'est construit la maison seigneuriale dont on peut encore voir une porte dans le mur nord de l'église Sainte-Marguerite de Lucéram, no 10, 2003. Le comte de Provence accorde une charte reconnaissant les franchises des habitants de la commune et leur indépendance administrative. Elle forme alors avec les villages voisins de Peille et Utelle une confédération républicaine indépendante. 
En 1307, un acte de Charles II d'Anjou, comte de Provence, daté du 26 janvier 1307, fixe la division administrative de la Provence. Il indique que le sénéchalat comprend les vigueries de Marseille, Hyères, Draguignan, Grasse, Nice, les bailliages de Toulon, Saint-Maximin, Brignoles, Puget-Théniers et le comté de Vintimille. Ce dernier bailliage ou viguerie est nommé Vicaria comitatus Vintimilii et vallis Lantusce. Il comprend les villes de Saorge, Breil, Pigna, La Roquette, Peille, Lucéram, Belvédère, La Bolène, Lantosque, Utelle, Roquebillière, Saint-Martin, La Tour, le val de Bloure avec Saint-Dalmas, La Roche et Bollène. Le siège de la viguerie est à Sospel où doit se réunir le parlement du comté. Les représentants de la viguerie ont plusieurs fois protesté contre la difficulté de réunir ce parlement. Ce droit est renouvelé par les comtes de Provence en 1312, 1347 et 1382.
Les communautés de Belvédère, Breil, La Bollène, Lantosque, La Tour, Lucéram, Peille, Roquebillière, Saint Martin, Saorge, Sospel et Utelle signent le 28 janvier 1328 un accord pour mettre fin à une guérilla et de déprédations avec la communauté de Tende depuis 10 ans.
Après la mort de Jeanne Ire de Naples, Charles de Duras et Louis Ier d'Anjou s'affrontent. Le 26 avril 1383, à Lucéram, au cours du consilium generale de la viguerie, Antoine de Castello, notaire de Lucéram, reconnaît Charles Duras, roi de Naples, comme comte de Provence au nom des communautés de l'Escarène, Breil et Saorge. L'Union d'Aix fait sa soumission à Louis II d'Anjou le 21 octobre 1387. Profitant de l'affrontement entre deux prétendants pour le comté de Provence, Jean Grimaldi de Bueil, nommé sénéchal de Provence par Ladislas de Duras, et son frère Ludovic vont comploter pour obtenir un accroissement de leurs fiefs en promettant au comte de Savoie de lui apporter l'allégeance de la partie orientale de la Provence qui avait soutenue Charles de Duras. Le 28 septembre 1388, signature d'une charte entre la communauté de Nice et le comte Amédée VII de Savoie, puis des autres communautés, à Lucéram, Sospel, le 17 octobre, conduisant à la dédition de Nice à la Savoie, formant les Nouvelles terres de Provence qui ne se sont appelées comté de Nice qu'en 1526. Au moment de cet accord, Lucéram, Levens et Peille ont protesté contre cette réunion en prétextant de l'achat de leur affranchissement à la reine Jeanne. L'hommage définitif de Nice et des autres communautés au comte de Savoie est passé à Nice le 16 novembre 1391. Cependant les communes de Lucéram, Levens et Utelle protestèrent en affirmant qu'ayant été formées en communautés libres par achat de leurs droits à la reine Jeanne elles ne voulaient pas participer à l'hommage définitif au comte de Savoie. Comme ces communautés étaient en position de défendre leurs droits, les représentants du comte préférèrent négocier. 
L'accroissement de la population de Lucéram qui se trouve sur la route du sel entre Nice et le Piémont par la vallée de la Vésubie va entraîner la construction de nouveaux remparts pour la protéger. Le gouverneur de Nice représentant du comte de Savoie autorise, en 1395, la construction de nouvelles défenses de la ville. Un rempart a donc été réalisé sur le côté nord, pour défendre le côté le plus exposé et le seul possible en raison du relief, une nouvelle ligne de protection, avec une très belle tour à l'angle nord-est, ouverte à la gorge et haute de quinze mètres.

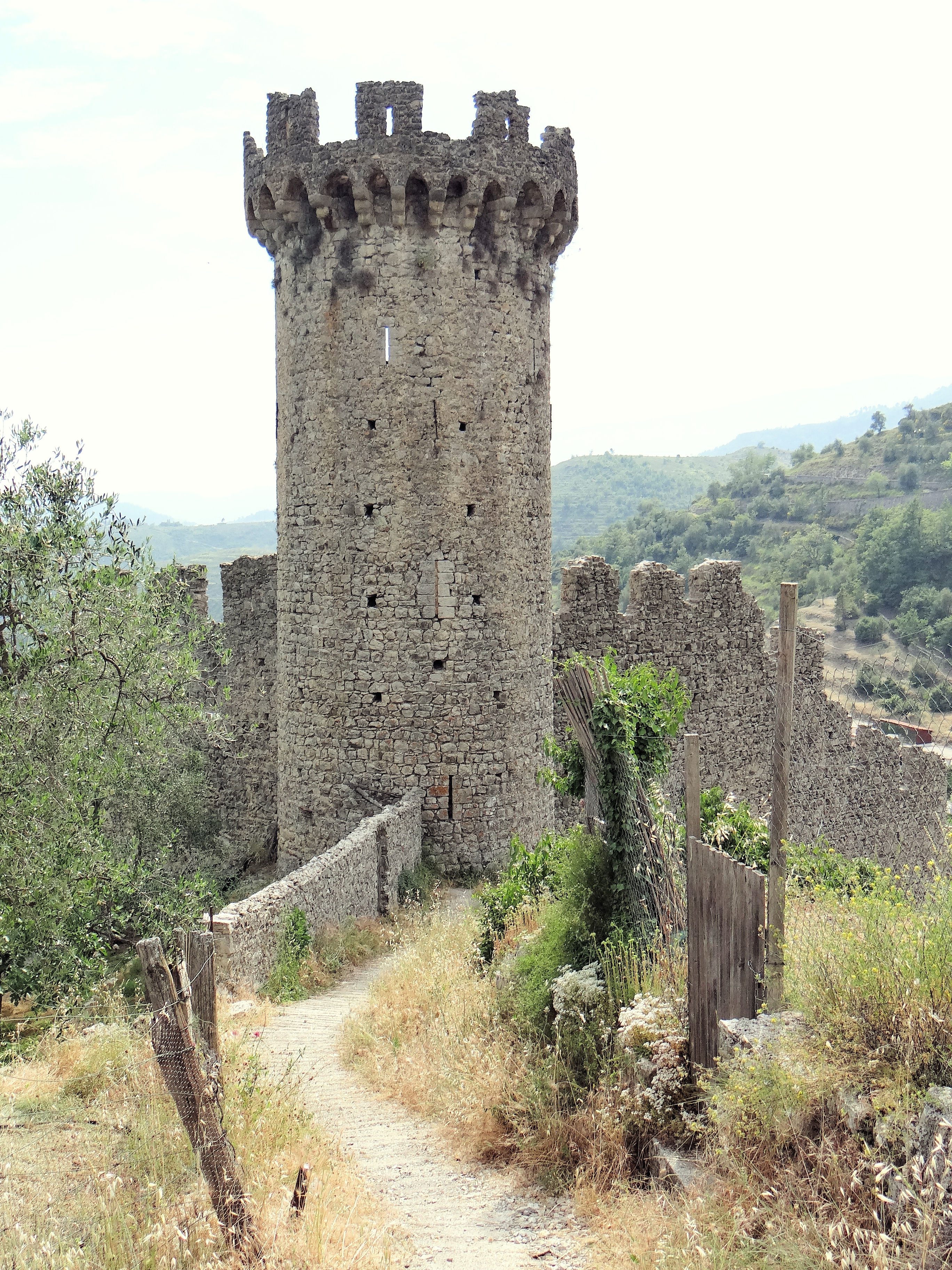
La tour nord-est et le rempart
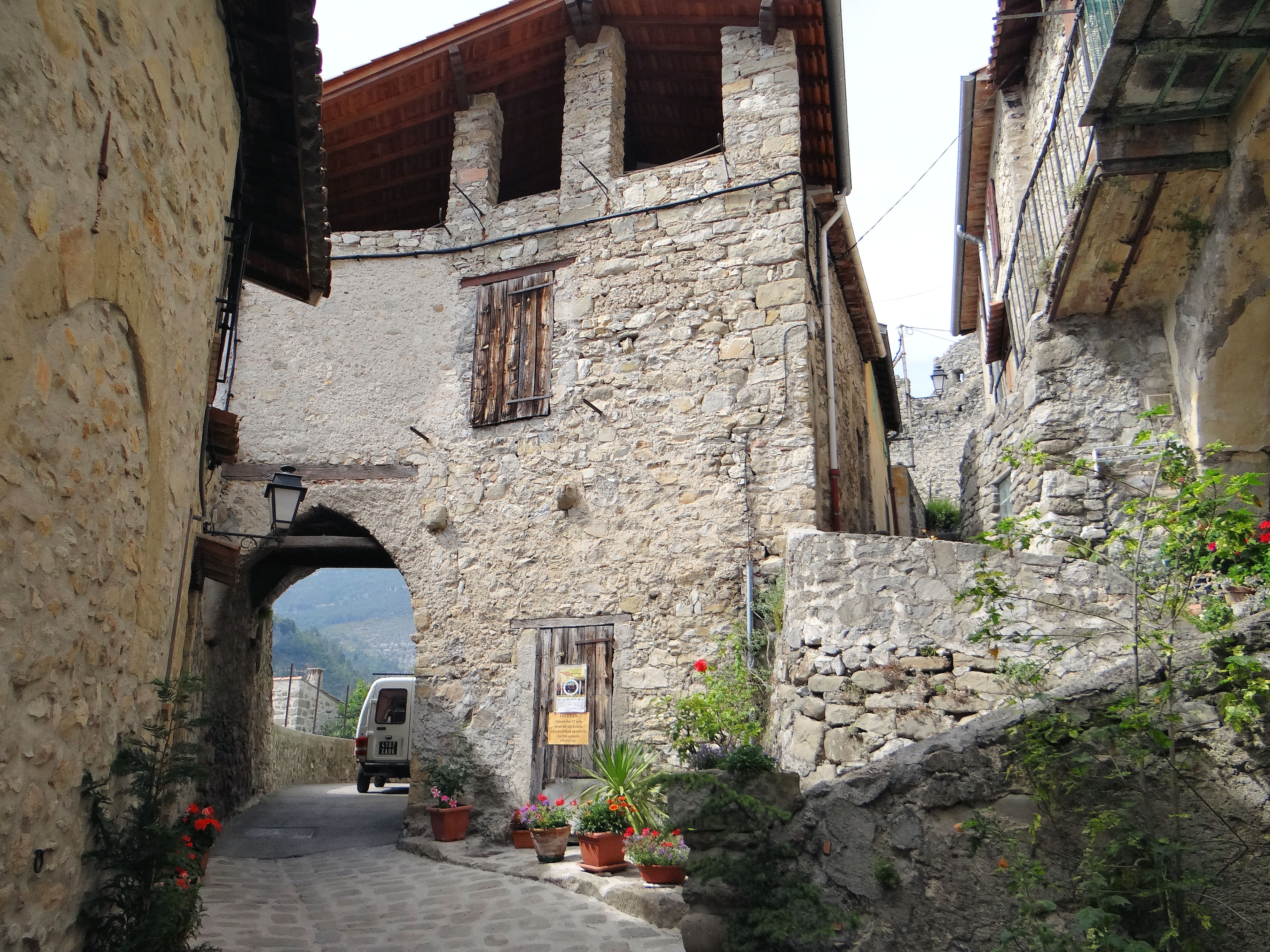
La porte nord-est sur la rue de la Tour, côté village
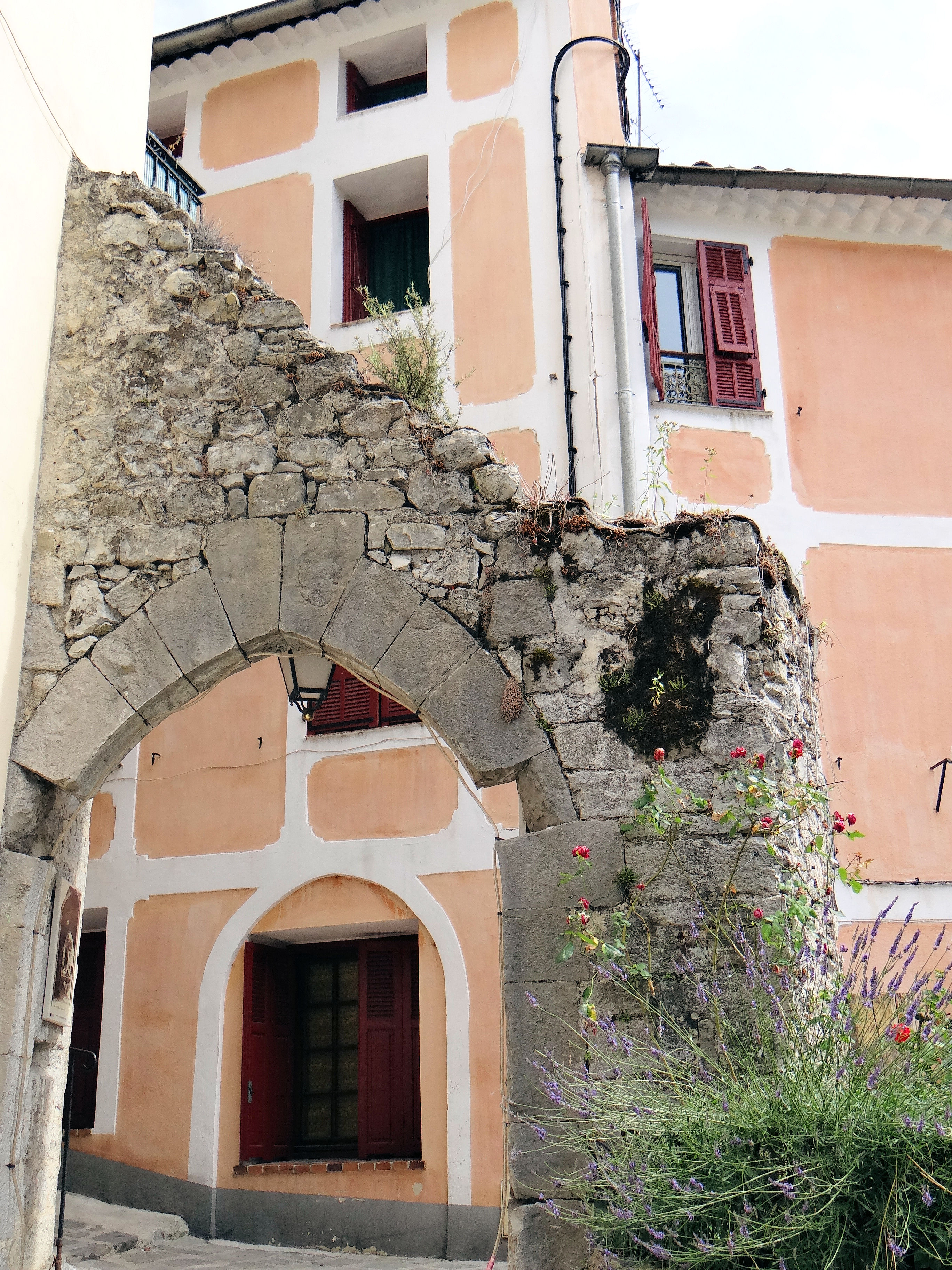
La porte ouest, près de la mairie

Il existe encore trois portes d'accès de ce rempart. Elles ont été construites à partir de 1388, après la dédition de Nice à la Savoie. Ces portes, fermées le soir, permettaient aux habitants et aux voyageurs de se protéger des agresseurs.
Nous retrouvons la porte de l'Ièra, du Terron sur le rempart nord du village, et la porte sud, à côté de la mairie. La porte du Baous, anciennement dénommée du Portau, a totalement disparue.
La porte de l'Ièra a été restaurée vers 1925 dans le style mauresque.
Ce rempart a fait l’objet d’une inscription au titre des monuments historiques le 28 février 1927.